# Гипотеза H
Гипотеза H (гипотеза Шинцеля) — обобщение гипотезы Диксона, заключающееся в том, что набор многочленов для бесконечного множества целых значений аргументов принимает простые значения при выполнении некоторого дополнительного условия. Предложена в 1958 году Анджеем Шинцелем.

## Формулировка
Пусть полиномы с целочисленными коэффициентами f1(n), … fk(n), где n также целое, являются неприводимыми, и их старшие коэффициенты положительны. Если они таковы, что для каждого простого числа p можно найти некоторое целое число n такое, что эти полиномы не будут делиться на p, то тогда существует бесконечно много положительных n, при которых значение каждого из этих полиномов будет простым числом.

## Частные случаи
Известными примерами являются полином
{\displaystyle n^{2}+1}
и так называемые простые числа-близнецы, для которых, однако, справедливость гипотезы не доказана.
Один из частных случаев гипотезы был доказан Дирихле. Так, для двух целых чисел, не имеющих общих делителей, арифметическая прогрессия вида
{\displaystyle a,a+d,a+2d,\ldots ,a+nd,\ldots ,\quad d>0}
содержит бесконечное количество простых чисел.